# Belasting (fiscaal)

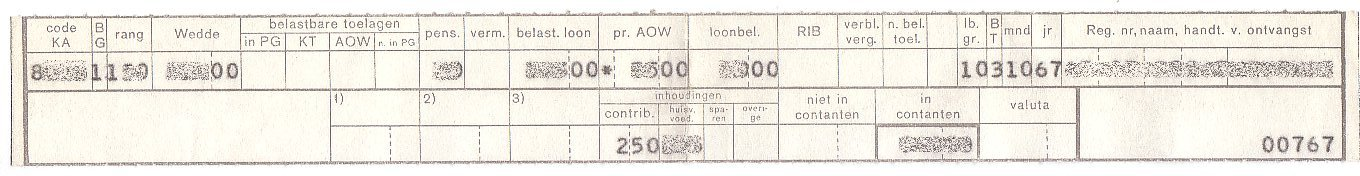
Loonstrookje uit de jaren 60 waarop staat hoeveel loonbelasting wordt geheven over het salaris - een vorm van directe belasting

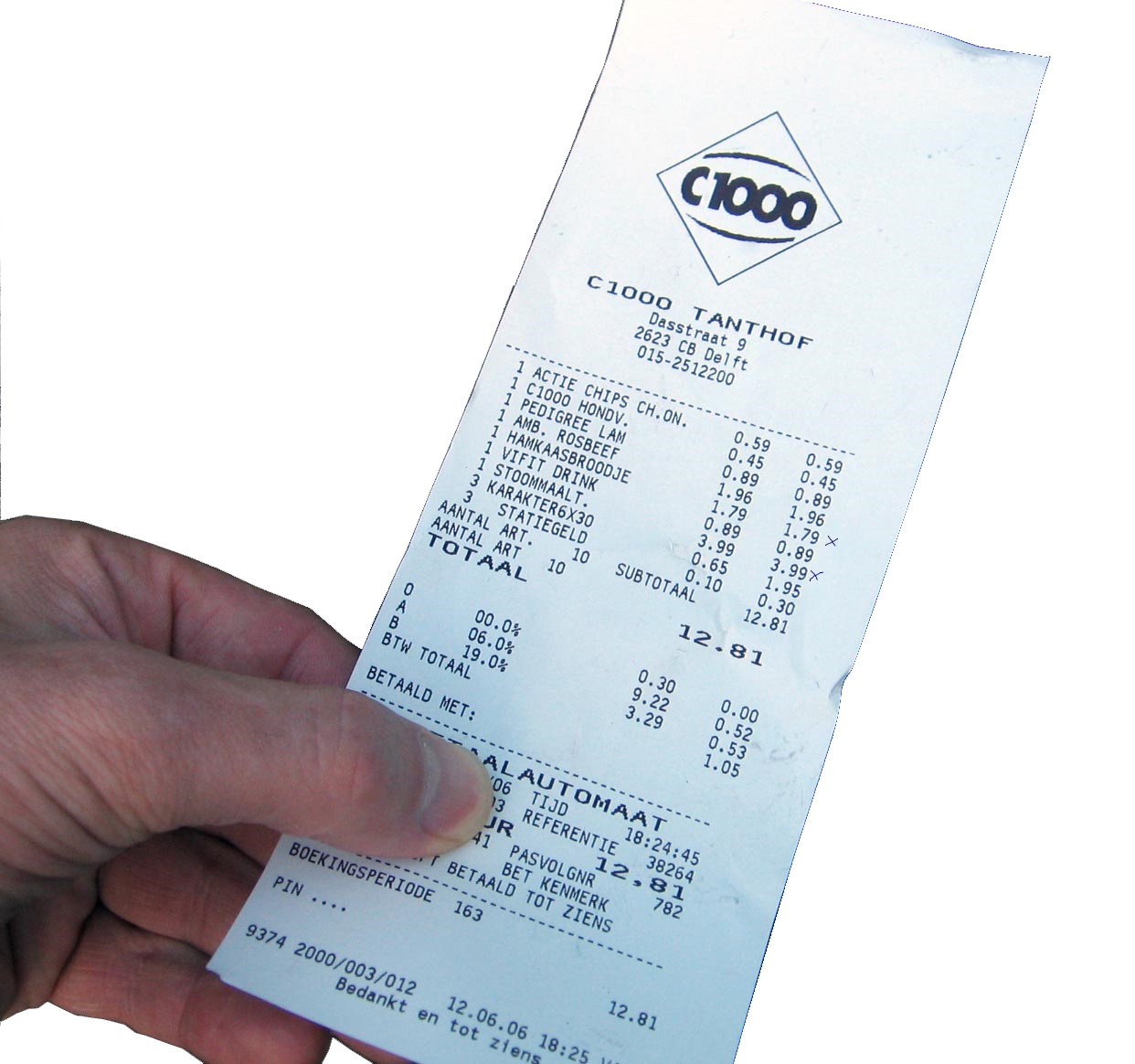
Ook via het heffen van een extra toeslag op goederen btw wordt belasting geïnd - een vorm van indirecte belasting

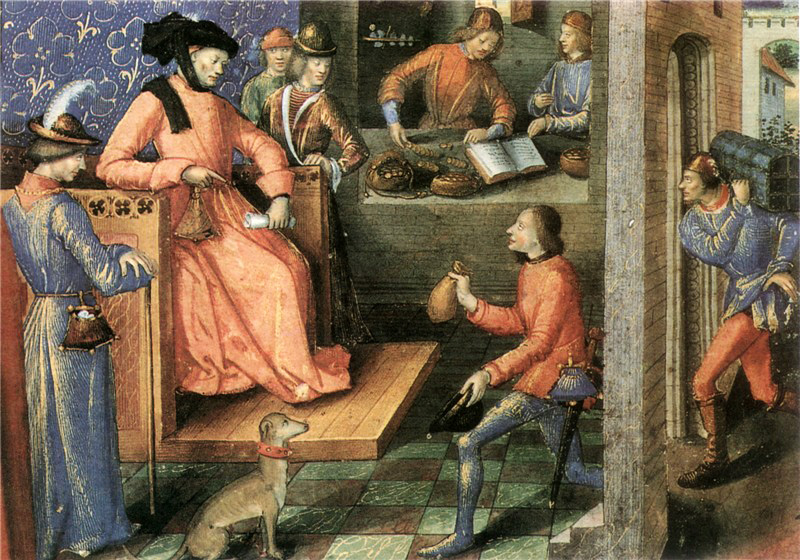
Betaling van belastinggeld aan koning Karel V van Frankrijk in de 14e eeuw

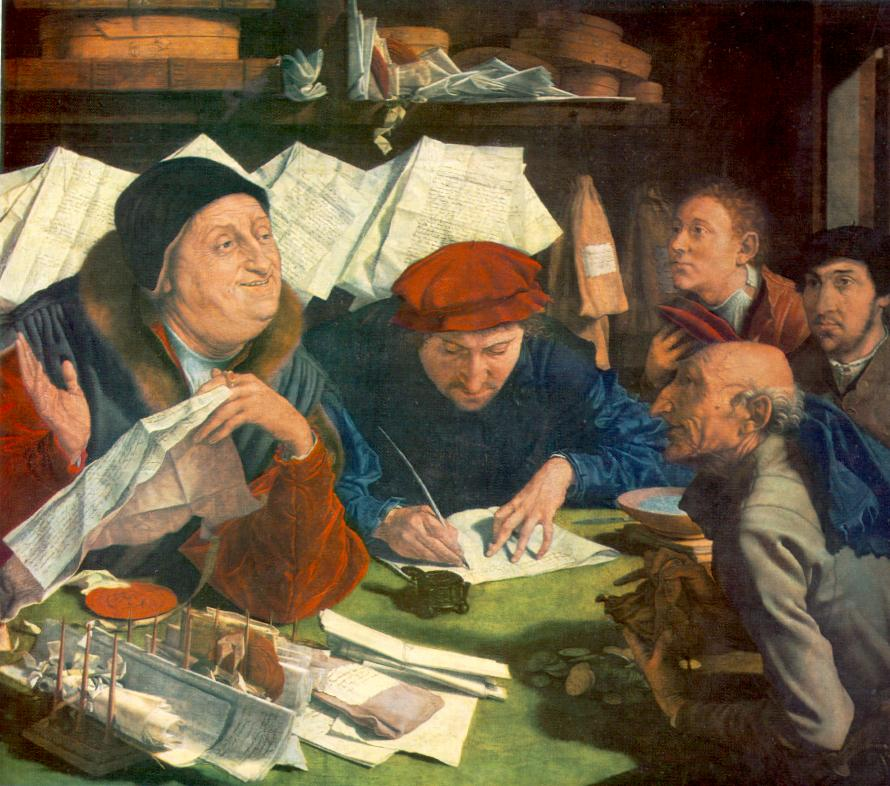
Belastingontvangers in de 16e eeuw door Marinus van Reymerswale

Belasting (taks, Engels: tax) is een rechtsband  tussen de overheid en een rechtssubject (de belastingplichtige) waarbij een heffing of prestatie wordt opgelegd ten behoeve van een overheid met als doel in de overheidsuitgaven te voorzien. Belastingen worden geheven op grond van een wet. Wanneer tegenover de betaling wel een individuele prestatie van de overheid aan het rechtssubject staat, dan spreekt men over een retributie. Meer algemeen spreekt men ook over een heffing.
Er is een onderscheid tussen directe en indirecte belastingen.

## Functies belastingheffing

### Budgettaire functie
De belangrijkste functie van belasting is de budgettaire functie. Deze functie houdt in dat de opbrengst van de belasting, is bedoeld voor het financieren van voorzieningen waarvan de wetgever bepaalt dat zij algemeen toegankelijk en beschikbaar moeten zijn. Deze voorzieningen worden voor het overgrote deel, bekostigd uit de opbrengsten van belastingen. Deze voorzieningen betreffen het Koninklijk Huis, defensie, politie, rechtspraak, infrastructuur, sociale zekerheid, gezondheidszorg, onderwijs, kunst en cultuur.

### Instrumentele functie
Belastingheffing heeft daarnaast een instrumentele functie. Dit houdt in dat de overheid met de belastingheffing nevendoeleinden voor ogen heeft. Bijvoorbeeld:
- verdelingsfunctie - voor een wijziging van de inkomensverdeling
- allocatiefunctie - een bescherming van nationale bedrijvigheid
- stabilisatiefunctie - het beïnvloeden van conjunctuurbeleid of
- sociale functie - het stimuleren van gedrag, zoals milieuvriendelijk, gezond of sociaal gedrag

De instrumentele functie van belastingheffing is in de tweede helft van de twintigste eeuw sterk toegenomen. Zij veronderstelt overigens de mogelijkheid voor de overheid om de gevolgen van de belastingheffing te analyseren en dat er een sterke correlatie is tussen gewenste ontwikkeling en instrument.

### Realisatie
Om het belastingrecht te handhaven is er een recht nodig dat de oplegging van aanslagen, boetes, maatregelen en de invordering van belastingen regelt. Hier wordt door een geheel van wetten en delen van wetten in voorzien, het formeel belastingrecht.

## Mogelijkheden om belasting te onderscheiden

### Heffingen versus dienstbaarheden
Heffingen kunnen onder meer worden onderscheiden in transitieve heffingen en intransitieve heffingen. Bij transitieve heffingen vindt een overgang plaats van het eigendomsrecht over een goed (waaronder begrepen geld) van de belastingplichtige naar de overheid. Voorbeelden daarvan zijn de inkomstenbelasting, vennootschapsbelasting, en omzetbelasting. Bij intransitieve heffingen wordt een deel van het eigendomsrecht van een belastingplichtige vernietigd, zonder dat het bij de overheid terechtkomt. Voorbeelden daarvan zijn de boekverbrandingen in het Derde Rijk, het omsmelten van in beslag genomen wapens en de vernietiging van huizen tijdens een oorlog. Intransitieve heffingen vallen niet onder het gangbare belastingbegrip.
Dienstbaarheden zijn verplichtingen die de overheid oplegt, zonder dat daarbij geheven wordt.
Men onderscheidt individuele en sociale dienstbaarheden. Individuele dienstbaarheden zijn door de overheid uitgevaardigde algemeen verbindende voorschriften, waarin de bevolking wordt voorgeschreven hoe zij zich moeten gedragen. Voorbeelden zijn kledingvoorschriften en bouwvoorschriften. Sociale dienstbaarheden zijn dienstbaarheden die op meer dan één persoon tegelijk drukken. Het betreft hier voorschriften van dwingend recht, waarvan niet kan worden afgeweken door contractanten (doorbreking contractsvrijheid). Ook dienstbaarheden vallen niet onder het gangbare, meer enge belastingbegrip.

### Directe en indirecte belastingen
Directe belastingen zijn belastingen op inkomen, winst en vermogen. Deze belastingen draagt de belastingplichtige zelf af aan de belastingdienst of deze worden door een inhoudingsplichtige (bijvoorbeeld de werkgever) bij de belastingplichtige ingehouden. Voorbeelden hiervan zijn de loonbelasting en de vennootschapsbelasting.
Indirecte belastingen of kostprijsverhogende belastingen worden door een ander aan de belastingdienst afgedragen. Die belasting is in de prijs van de goederen en de diensten verwerkt. De bekendste voorbeelden zijn de btw en accijnzen. De consument betaalt de belasting bij de koop, maar de leverancier draagt het belastingbedrag af aan de belastingdienst.
Een minder zichtbare vorm van indirecte belastingheffing is inflatie, wanneer dit plaatsvind door verruiming van de geldhoeveelheid bij gelijkblijvende productie door een centrale bank.

### Wijze van betalen
Belasting kan ook worden onderverdeeld naar de wijze waarop zij worden voldaan. Men onderscheidt (a) heffingen in geld, waarbij hetgeen wettelijk is verschuldigd wordt voldaan in geld, (b) heffingen in natura, waarbij het wettelijk verschuldigde wordt voldaan op een andere wijze dan in geld (bijvoorbeeld successierechten die worden betaald door de overdracht van aandelen of obligaties) en (c) heffingen in arbeidskracht, wat feitelijk een corvee inhoudt (bijvoorbeeld militaire dienstplicht en juryplicht in Common Law-landen).

## Heffingen
Het bedrag van een heffing is vaak afhankelijk van een heffingsgrondslag, die afhankelijk is van de heffingssoort. De heffingsgrondslag is bijvoorbeeld de waarde van het object van heffing. Bij de vennootschapsbelasting bestaat de grondslag uit de fiscale winst. Bij de heffing van douanerechten bestaat de grondslag veelal uit de waarde van een ingevoerd goed (ad-valorembelasting).
Tarieven kunnen constant, proportioneel, progressief en degressief (regressief) zijn:
| Type          | Definitie | Voorbeeld                                       |
| ------------- | --- | ----------------------------------------------- |
| Constant      | Het tarief is onveranderlijk | leges voor een identiteitsbewijs                |
| Proportioneel | Het tarief is een onveranderlijk percentage van de grondslag, het bedrag van de heffing is het resultaat van de formule grondslag x tarief | vlaktaks kansspelbelasting in Nederland à 29,5% |
| Progressief   | Het tarief is een stijgend percentage van de grondslag, naarmate de grondslag stijgt                                                       | inkomstenbelasting in box 1 in Nederland        |
| Degressief    | Het tarief is een dalend percentage van de grondslag, naarmate de grondslag stijgt                                                         | griffierechten bij grote geldsommen             |
| Vlottend      | Het tarief wordt periodiek vastgesteld, met een lager tarief onder de grondslag en een hoger tarief boven de grondslag.                    | Floating export tax voor granen in Rusland      |

Soms is een heffing niet hierin in te delen. Bijvoorbeeld de totale heffing in Nederland in box 1 van inkomstenbelasting, premies volksverzekeringen en inkomensafhankelijke bijdrage van de zorgverzekering gaat eerst omhoog tot meer dan 42%, dan omlaag naar 42% bij het bereiken van de maximale premie zorgverzekering, en dan weer omhoog naar 52%.

## Fiscale transparantie
Fiscale transparantie van een entiteit, meestal een onderneming, betekent dat de belasting wordt geheven alsof de entiteit niet bestond. Zo wordt bijvoorbeeld in Nederland bij een vennootschap onder firma de activiteit gezien als verricht door de vennoten, en een afgezonderd particulier vermogen wordt gezien als vermogen van de inbrengers of erfgenamen.
Fiscale transparantie hangt derhalve samen met het begrip rechtspersoonlijkheid: indien een entiteit fiscaal transparant is, wordt deze fiscaal niet als rechtspersoon gezien. Overigens staat dit los van het civielrechtelijke rechtspersonenbegrip. De fiscale transparantie kan tussen landen verschillen, waardoor het voor de betrokkenen mogelijk kan zijn belastingvoordeel te doen.

## Belasting in Nederland
Belastingen vormen het grootste deel van de inkomsten van de overheid. Daarnaast ontvangt de staat inkomsten aan de verkoop van aardgas uit de Nederlandse bodem. Ook krijgt de overheid inkomsten uit de winst van bedrijven waarvan de overheid (voor een deel) eigenaar is, zoals KLM en KPN. De inkomsten van de rijksoverheid over het jaar 2002 worden begroot op 129,6 miljard euro.
Traditioneel nemen de omzetbelasting en de loonbelasting de grootste moten voor hun rekening. Tezamen zijn zij goed voor zo'n 70% van de belastinginkomsten. Daarna volgt de vennootschapsbelasting met ongeveer 15%. De inkomstenbelasting telt met enkele procenten nauwelijks mee, maar is wel een eindheffing op de loonbelasting. Andere, kleinere belastingen, zoals de dividendbelasting en de accijnzen, leveren voor de overheid verhoudingsgewijs nauwelijks wat op. Absoluut praten we natuurlijk nog wel over miljardenbedragen. De voormalige kapitaalbelasting kostte eerder geld dan dat ze wat opleverde en deze zogenoemde belasting van het rechtsverkeer is dan ook met ingang van 2006 afgeschaft.
Het ministerie van Financiën is verantwoordelijk voor de uitvoering van rijksbelastingwetgeving. De feitelijke uitvoering vindt plaats door de Belastingdienst. Binnen de belastingdienst is de belastinginspecteur verantwoordelijk voor heffingsaangelegenheden zoals de aanslagregeling en de behandeling van bezwaar- en verzoekschriften. De ontvanger is verantwoordelijk voor invorderingsaangelegenheden. De inspecteur werkt voornamelijk op basis van de Algemene wet inzake rijksbelastingen (AWR) terwijl de ontvanger voornamelijk de Invorderingswet 1990 hanteert.
De belastingdruk in Nederland in 2007 was 38,9% van het bruto binnenlands product.

## Belasting in België
In België vormen de belastingen de grootste inkomstenbron van de overheid. Alle Belgische regeringen hebben een eigen minister van Financiën. Het federale ministerie van Financiën heeft de uitvoering van de belastingdienst toegewezen aan de Federale Overheidsdienst Financiën. Deze int ook veel belastingen voor de andere overheden. Een kleine maar bekende afdeling is de Bijzondere Belastinginspectie, die de fraude opspoort van alle federale belastingen. Vlaanderen van zijn kant laat de eigen Vlaamse belastingen, bijvoorbeeld de onroerende voorheffing, innen door een eigen Vlaamse Belastingdienst.
Vanwege de federale staatsstructuur in België wordt het Rijk omschreven als de federale staat. Deze deelt zijn bevoegdheden met de gewesten en gemeenschappen. De drie gewesten, Vlaanderen, Wallonië en Brussel heffen eigen belastingen. De Vlaamse, Franse en Duitstalige gemeenschappen heffen geen eigen belastingen, maar kennen wel toegewezen belastingen. Dat zijn belastingen die door de federale staat geheven worden, maar dan toegewezen worden aan de gemeenschappen. Het kijk- en luistergeld is daar een voorbeeld van, maar wordt niet geïnd in Vlaanderen. Dat alles maakt het Belgische belastingsysteem behoorlijk onoverzichtelijk en complex. Gemeenten en provincies kunnen een eigen belasting heffen (niet-inkomsten gebonden, maar ze bepalen wel de opcentiemen, als toeslag bovenop de federale inkomstenbelasting).
Voor personen is er de personenbelasting, voor bedrijven is er de vennootschapsbelasting. Voor buitenlanders of Belgen in het buitenland is de belasting niet-inwoners.
De belastingdruk in België in 2007 was 44,0% van het Bruto binnenlands product.

## Belastingen vanwege de Europese Gemeenschap
De voor België en Nederland belangrijkste belastingverdragen zijn met de andere landen van de Europese Gemeenschap EG. In- en uitvoerrechten, geheven vanwege de EG door de nationale douaneautoriteiten, laten zich volgens de douanewetgeving in de navolgende heffingen onderscheiden:
- Anti-dumpingrechten
- Compenserende rechten
- Douanerechten
  - Aanvullende douanerechten
- Landbouwbelastingen
  - Belastingen in het kader van de Gemeenschappelijke landbouwpolitiek

## Websites
- Rijksoverheid. Ministerie van Financiën. over de belastinginning in Nederland
- Belastingdienst. Nederland